# Сбоєво
Сбо́єво (рос. Сбоево) — присілок у складі Дмитровського міського округу Московської області, Росія.

## Населення
Населення — 24 особи (2010; 4 у 2002).
Національний склад (станом на 2002 рік):
- росіяни — 75 %